# دار الكتاب المقدس اليابانية
دار الكتاب المقدس اليابانية هي جمعية خيرية مسيحية غير طائفية لطبع ونشر الكتاب المقدس تم إنشاؤها في 1937 وتهدف إلى جعل الكتاب المقدس متاحًا في اليابان.
أنشئت دار الكتاب المقدس اليابانية بمساعدة كل من:دار الكتاب المقدس الأمريكية، ودار الكتاب المقدس البريطانية والأجنبية، ودار الكتاب المقدس الاسكتلندية

## وصلات خارجية
- موقع دور الكتاب المقدس المتحدة
- الموقع الرسمي لدار الكتاب المقدس اليابانية